# باري بيرد
باري بيرد (بالإنجليزية: Barry Beard)‏ (21 ديسمبر 1941 في أستراليا - 9 يونيو 2001 في أستراليا) هو لاعب كريكت أسترالي. لعب مع فريق تسمانيا للكريكت.

## وصلات خارجية
- باري بيرد على موقع إي آس بي آن كريك إنفو (الإنجليزية)